# Kurt Jüllig
Erich Kurt Jüllig (* 17. Juli 1885 in Berlin; † 11. Oktober 1971 in Berlin-Schmargendorf) war ein deutscher Verwaltungsjurist und Landrat.

## Leben
Jüllig begann 1911 als Gerichtsreferent und absolvierte ab 1914 seinen Kriegsdienst als Kreisgerichtsrat. 1915 wirkte er als Gerichtsassessor und ab 1919 als Hilfsreferent im Reichsschatzministerium. 1921 wurde er zum Regierungsrat ernannt. Jüllig wurde 1923 zum kommissarischen Landrat im Kreis Schlochau in der Provinz Grenzmark Posen-Westpreußen ernannt und amtierte auf diesem Posten, bis er am 6. April 1933 in den einstweiligen Ruhestand versetzt versetzt wurde.
Über seinen weiteren Lebensweg ist nichts bekannt.